# Use Your Illusion I
Use Your Illusion I treći je album Guns N' Rosesa. To je prvi od dva albuma izdani uz Use Your Illusion turneju, drugi se zove Use Your Illusion II.
Use Your Illusion predstavljaju prekretnicu u zvuku Gunsa. Iako nisu napustili svoj očiti hard rock zvuk sa svog prvog albuma, Appetite for Destruction, Use Your Illusion I je demostrirao, po prvi puta, više ili manje, elemente bluesa, klasične glazbe, i country glazbe. Na primjer, pjevač Axl Rose svira piano na nekoliko pjesama oba albuma. U dodatku s Use Your Illusion turnejom, i glazba i scenski nastup su postali više teatralni, u tradiciji progresivnog rocka. Ova je činjenica dokazana glazbenim spotovima pjesama s albuma. Use Your Illusion I sadrži dvije od tri pjesme, "November Rain" i "Don't Cry", čiji su video spotovi smatrani trilogijom od strane obožavatelja (treća pjesma, "Estranged", je na Use Your Illusion II). Pjesme poput "November Rain" su Gunsima donijele popularnost među publikom koja inače ne sluša hard rock ili heavy metal.
Mnogo pjesama s albuma su napisane u ranim danima benda, ali nisu bile na Appetite for Destruction. "Back Off Bitch", "Bad Obsession", "Bad Apples", "Don't Cry" (prema Roseu, prva pjesma koju su napisali), "November Rain" i "The Garden" se smatraju tim pjesmama. Također postoji i obrada pjesme "Live And Let Die".
Osim stilskih razlika, novi aspekt na Use Your Illusion I su bile dulje pjesme. "November Rain", jedinstvena balada, traje dulje od 8 minuta i "Coma" je dulja od 10 minuta. Druga promjena su glavni vokali na nekim pjesmama koje preuzimaju ostali članovi benda: glavni vokal na "14 Years", "You Ain't the First", "Dust N' Bones" i "Double Talkin' Jive" je ritam gitarist Izzy Stradlin (basist Duff McKagan pjeva "So Fine" (pjesma je inače posvećena Johnnyju Thundersu, basistu NY Dollsa) na Use Your Illusion II).
Postoje značajne razlike koje se mogu primijetiti između Use Your Illusion I i II. Omoti obadva albuma su iste, jedino se razlikuju u boji, i to označava razlike: Use Your Illusion I je crven i ima malo agresivniji i žešći zvuk; Use Your Illusion II je plav i ima blaži zvuk koji vuče na blues.
Omote albuma je izradio Mark Kostabi, koji je uzeo detalj iz Raphaelove freske The School of Athens i preradio ga.

## Popis pjesama
1. "Right Next Door to Hell" – 3:00
2. "Dust N' Bones" – 4:56
3. "Live and Let Die" – 2:59
4. "Don't Cry" – 4:40
5. "Perfect Crime" – 2:23
6. "You Ain't The First" – 2:35
7. "Bad Obsession" – 5:28
8. "Back Off Bitch" – 5:03
9. "Double Talkin' Jive" – 3:23
10. "November Rain" – 8:56
11. "The Garden" (gost Alice Cooper) – 5:22
12. "Garden Of Eden " – 2:41
13. "Don't Damn Me" – 5:18
14. "Bad Apples" – 4:28
15. "Dead Horse" – 4:17
16. "Coma" – 10:16

## Osoblje
| Guns N' Roses - Axl Rose – vokali, piano, klavijature, zvučni efekti, akustična gitara - Slash – gitara, akustična gitara, prateći vokal - Izzy Stradlin – gitara, akustična gitara, prateći vokal - Duff McKagan – bas, akustična gitara, prateći vokal - Matt Sorum – bubnjevi, udaraljke, prateći vokal - Dizzy Reed – piano, klavijature, prateći vokal | Gostujući glazbenici - Shannon Hoon – vokali na 4. pjesmi, prateći vokali - Johann Langlie – sintisajzer, zvučni efekti - Alice Cooper – vokali na 11. pjesmi - Michael Monroe – saksofon i usna harmonika na 7. pjesmi - Matt McKagan – limena puhačka glazbala na 3. pjesmi - Jon Trautwein – limena puhačka glazbala na 3. pjesmi - Rachel West – limena puhačka glazbala na 3. pjesmi - Robert Clark – limena puhačka glazbala na 3. pjesmi - Tim Doyle – udaraljke na 6. pjesmi - Stu Bailey, Reba Shaw – prateći vokali na 10. pjesmi - West Arkeen – akustična gitara na 11. pjesmi - Bruce Foster – zvučni efekti na 16. pjesmi |

## Ostalo
- Use Your Illusion albumi su trebali biti nazvani "G N' R Sucks" (radeći paternu s G N' R Lies), ali ime se promijenilo kad su odlučili da će izdati dva albuma odjednom, bolje nego dupli album. Originalni naziv je inspiriran obožavateljskom stranicom gnrsucks.com
- Drugi razmatrani naziv za album je bio "BUY Product"